# Jüdischer Friedhof (Santa Cruz da Graciosa)
Der Jüdische Friedhof Santa Cruz da Graciosa wurde auf der Azoren-Insel Graciosa nahe des Hauptortes Santa Cruz da Graciosa angelegt und ist der älteste der vier jüdischen Friedhöfe auf den Azoren. Es fand nur eine Bestattung 1827 statt, nach anderen Angaben war sie 1832.

## Lage
Der Friedhof befindet sich etwa 500 Meter südöstlich von Santa Cruz da Graciosa und gehört zur gleichnamigen Kleinstadt (Vila). Der Friedhof mit nur einem Grab liegt dort nahe der Klippe gegenüber der weithin sichtbaren Ruine der Festung Forte de Santa Catarina, die als Orientierungspunkt dienen kann, und ist nur über Fußwege zu erreichen.

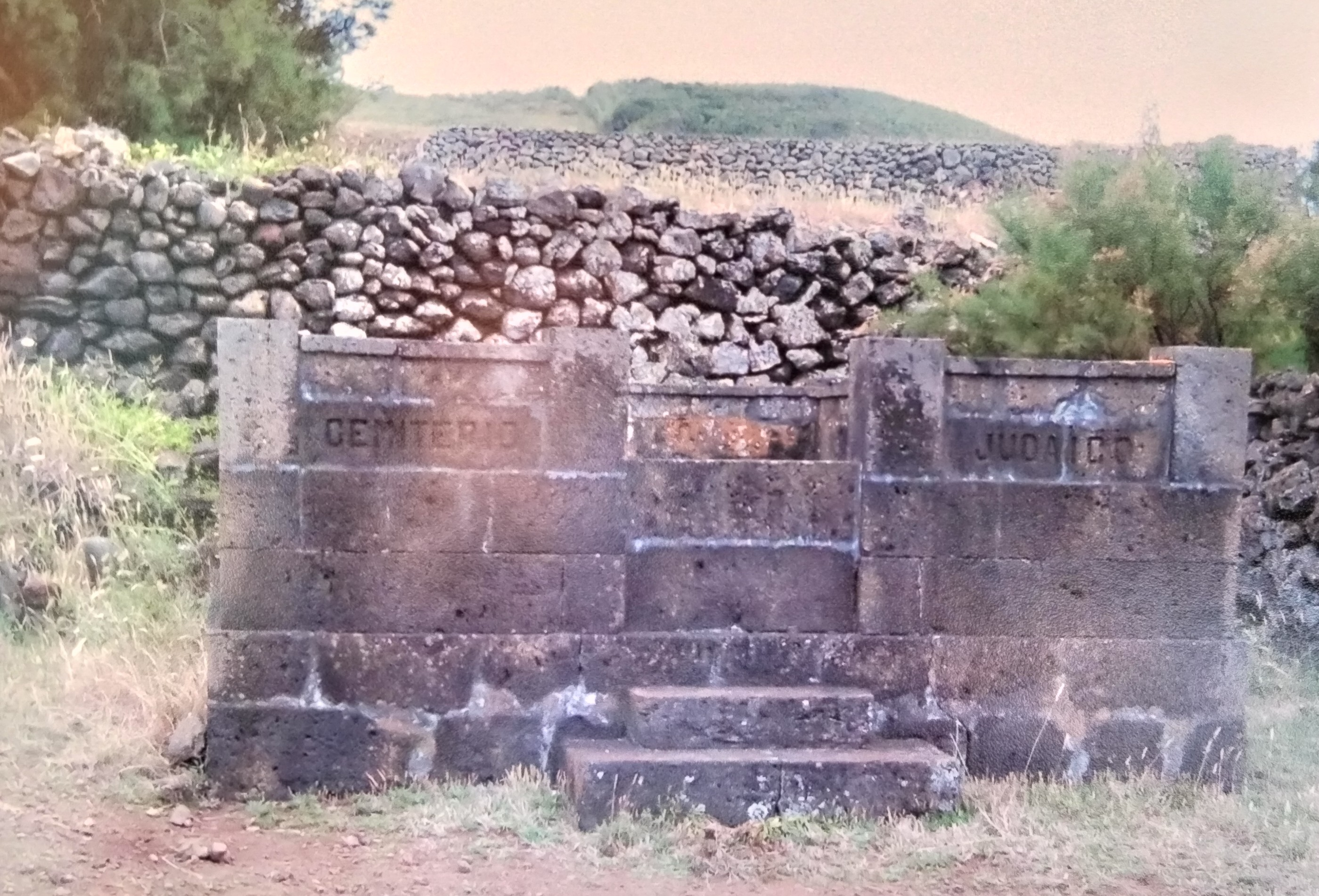
Jüdischer Friedhof Santa Cruz da Graciosa

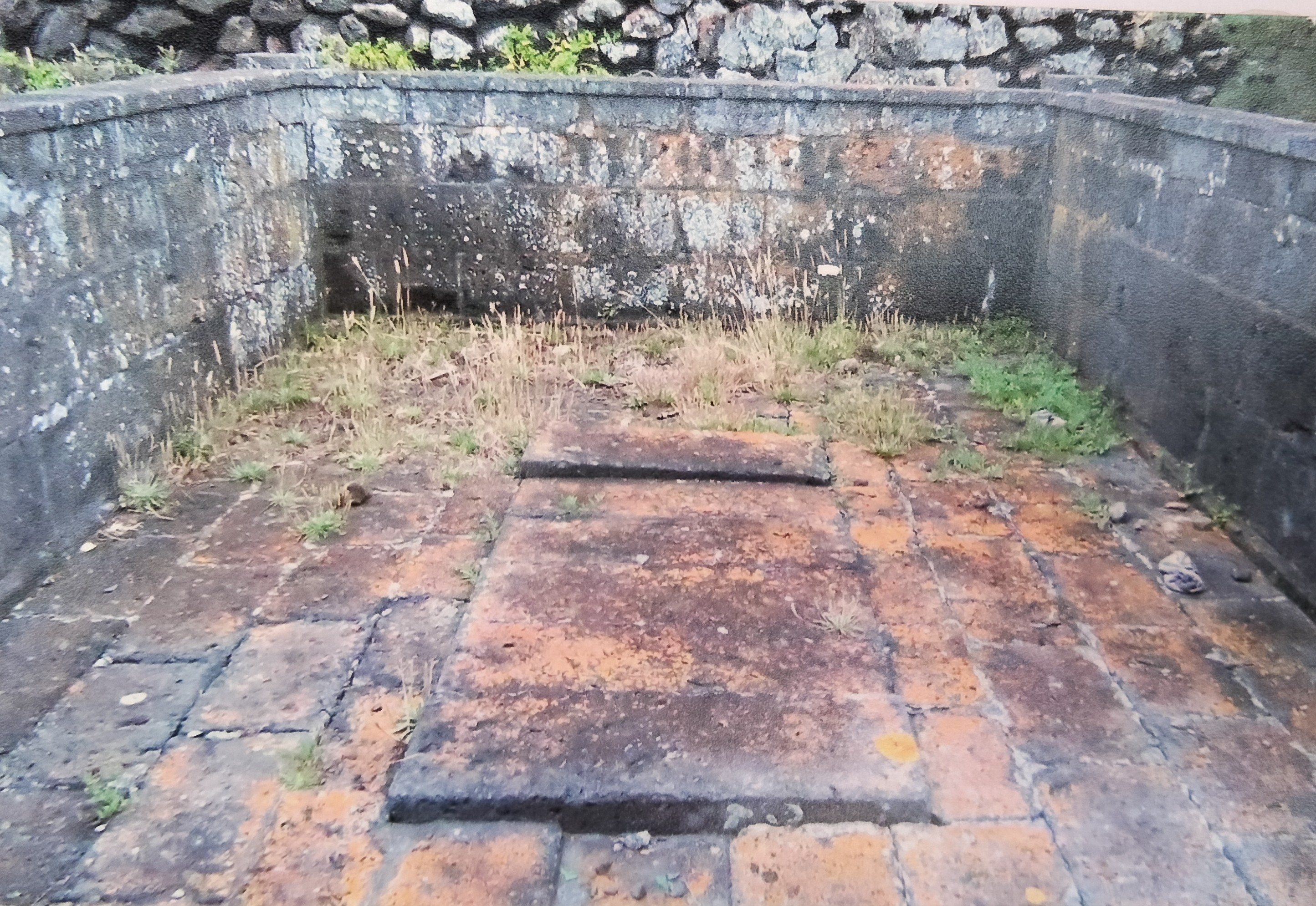
Grab auf dem jüdischen Friedhof

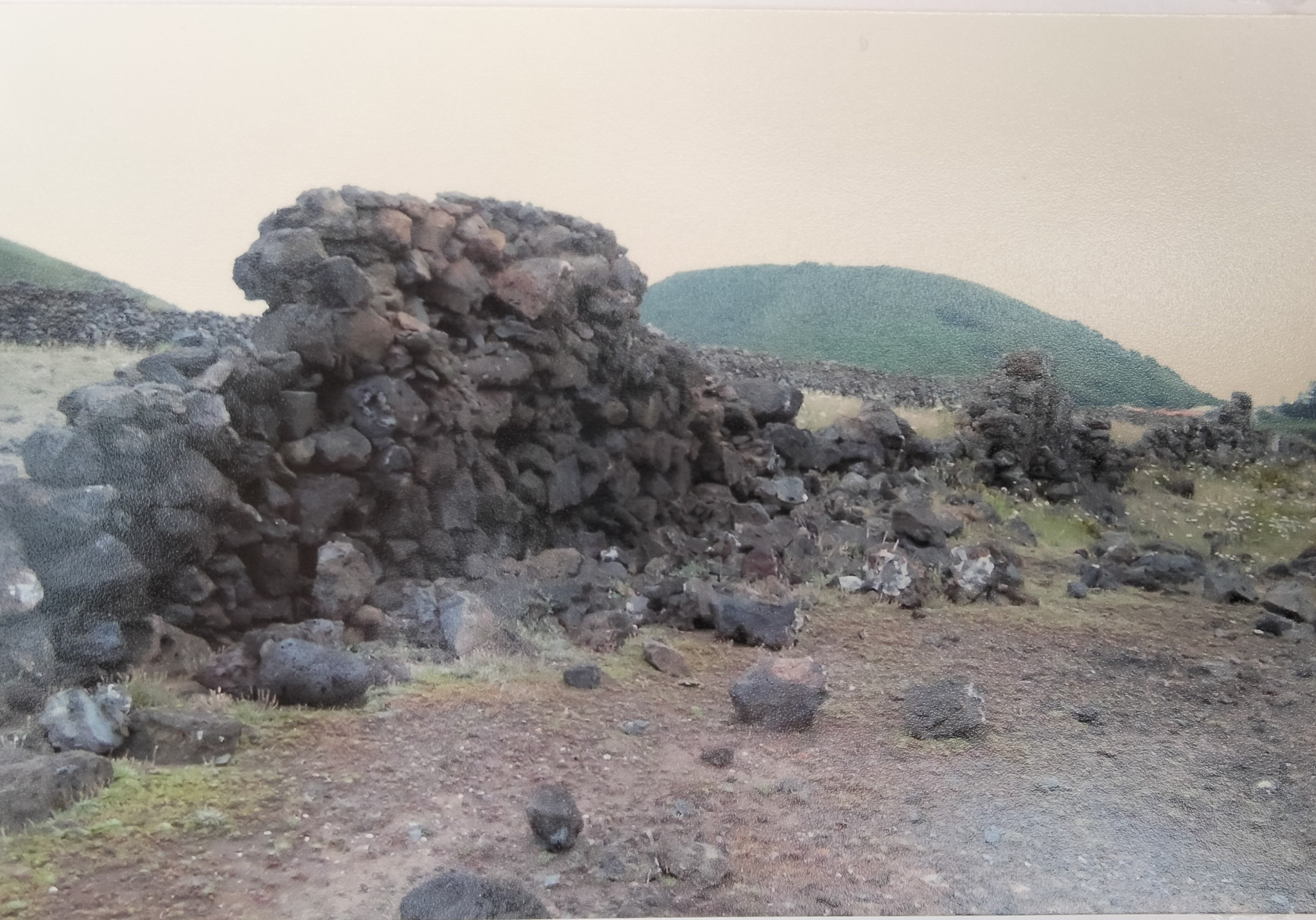
Festung Forte de Santa Catarina

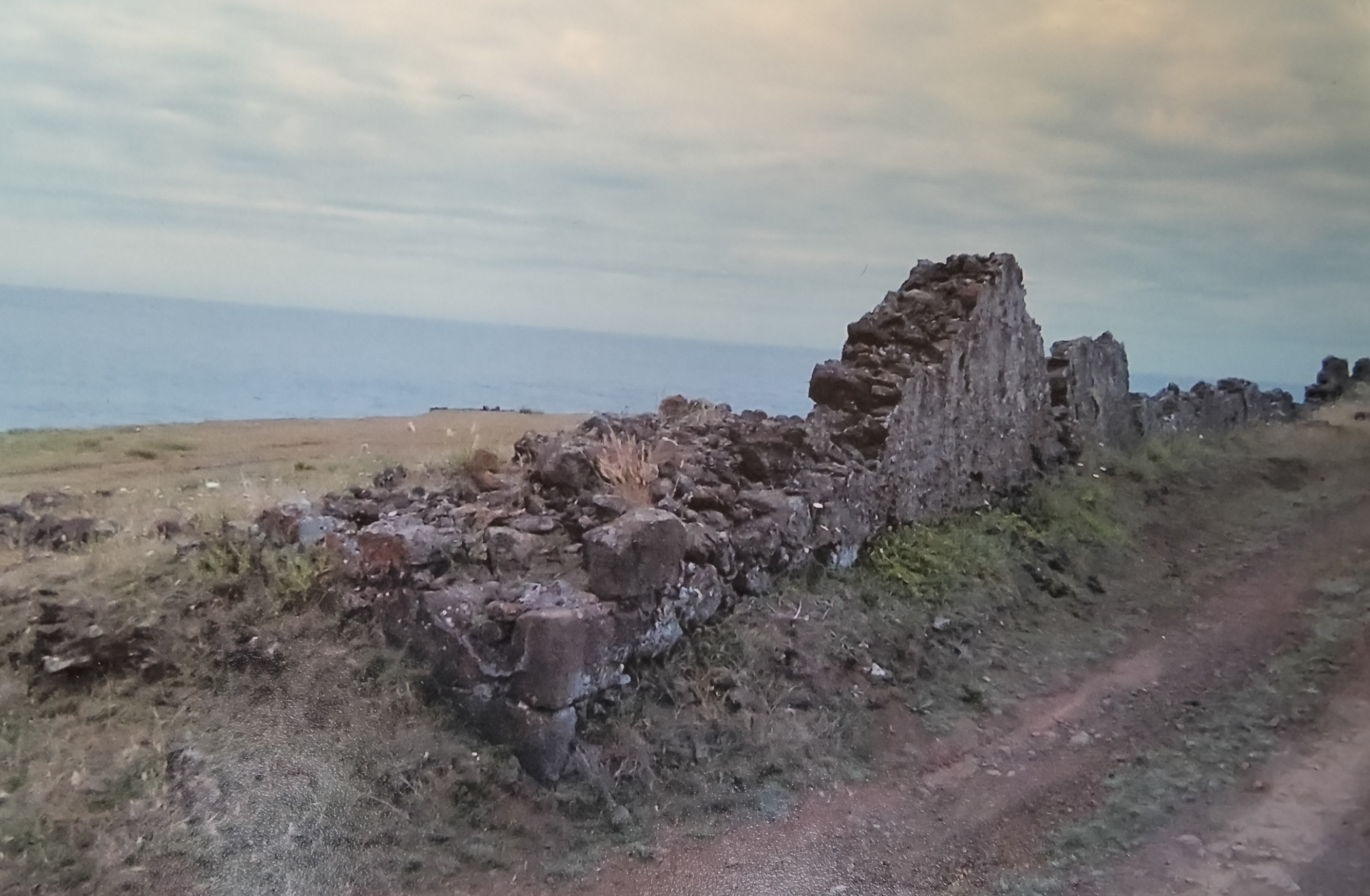
Festung Forte de Santa Catarina

## Geschichte
Erste Berichte über jüdische Einwanderer auf den Azoren liegen für das 16. Jahrhundert vor, erste belegte Zeugnisse dagegen erst für die zweite Einwandererwelle Anfang des 19. Jahrhunderts. Diese stammen aus dem Jahr 1818. Die Einwanderer waren Sepharden aus Marokko, unter ihnen auch die Familie Bensaudé. Das genaue Jahr der Ankunft von Juden auf Graciosa ist dagegen ebenso unklar wie die Geschichte der kleinen Gemeinde auf der Insel. Knapp außerhalb von Santa Cruz da Graciosa lebten sie in einer eigenen Siedlung mit dem Namen Forte Deis Judeus.
Neben der ehemaligen Siedlung liegt der Friedhof mit dem einen Grab, über das es lange Zeit keine genauen Informationen gab. Mal wurde vor Ort von einem Kaufmann aus Graciosa gesprochen, mal über einen Reisenden, der an Bord eines Schiffes gestorben und hier begraben oder erst an Land gestorben sein soll. Die Historikerin Susana Goulart Costa klärte den Sachverhalt: Der Verstorbene war José Bensaudé, der Bruder des ersten Bensaudé auf den Azoren. Er starb 1827 und wurde vor Ort begraben. Andere Quellen geben seinen Tod mit dem Jahr 1832 an.

## Beschreibung
Die Grabanlage ist ein ummauerter rechteckiger Bereich aus Basalt mit einer Länge von 5,90 Metern und einer Breite von 3,90 Metern. Die Grundfläche beträgt 23 Quadratmeter. Auf der Vorderseite ist eine Stufe, rechts und links davon jeweils ein Wort, die zusammen die Inschrift Cemitério Judaico bilden. Im Jahr 1939 wurde das kleine Grab auf Kosten der Familie Bensaudé renoviert und eine Schutzhütte aus Stein errichtet. Sie ist heute nicht mehr erhalten.